# Parafia Najświętszej Maryi Panny z Guadalupe w Anchorage
Parafia Najświętszej Maryi Panny z Guadalupe w Anchorage – parafia rzymskokatolicka, terytorialnie i administracyjnie należąca do archidiecezji Anchorage-Juneau. Według stanu na październik 2021, w parafii posługiwali misjonarze św. Wincentego a Paulo, a funkcję proboszcza pełnił Fr. Henry Grodecki. 